# Montaudon
Montaudon is een in 1891 opgericht champagnehuis dat in Reims is gevestigd. Het door Auguste-Eugene Montaudon gestichte bedrijf is sinds 2010 eigendom van Alliance Champagne Reims. In 1936 sloot de zwarte danseres en zangeres Josephine Baker een exclusief contract met de familie Montaudon. Zij mochten als enige de champagne leveren aan haar nachtclub, de Revue Nègre. Het bedrijf verwierf in de jaren 60 onder leiding van Philippe Montaudon wijngaarden ter grootte van 45 hectare. Ondanks de vestiging in Reims is Champagne Montaudon geen typisch pinot noir-huis, zoals veel van de andere champagnehuizen in die stad.
Het bedrijf verkoopt zijn champagnes over de gehele wereld en is actief in Nigeria, Japan en Thailand.

## De champagnes
- De Réserve Première Brut is de meest verkochte champagne en het visitekaartje van het huis. De wijn werd gemaakt van 25% chardonnay, 45% pinot noir en 10% pinot meunier. Bij de assemblage van deze Brut Sans Année werd 20% wijn uit de reserves uit de kelders toegevoegd om ook in mindere jaren steeds dezelfde stijl en dezelfde kwaliteit te kunnen leveren. Ongeveer 20% van de pinot noir komt uit de eigen wijngaarden in de Côte des Bars waar Champagne Montaudon eigen wijngaarden bezit. De dosage suiker die met de liqueur d'expédition wordt toegevoegd is minder dan 15 gram per liter.
- De Réserve Première Demi-Sec is gelijk aan de Brut maar werd een zoete Demi-Sec door de toevoeging van meer dan 15 gram suiker aan de liqueur d'expédition.
- De Brut Millésime werd van 54% chardonnay en 46% pinot noir gemaakt. Een millésime is een champagne van druiven uit een en hetzelfde oogstjaar.
- De Grande Rose werd van 50% chardonnay 35% pinot noir en 15% tot rode wijn gevinificeerde pinot noir gemaakt. De rode wijn werd door de champagne gemengd om een roséchampagne te maken.
- De Classe M werd van 50% chardonnay uit Avize en Grauves en 50% pinot noir uit Verzenay, Bouzy en Mareuil gemaakt.